# Władysław Rawicz-Szczerbo
Władysław Rawicz-Szczerbo (ur. 13 maja 1882 w Chrepelowie, zm. 16 czerwca 1959 w Warszawie) – polski inżynier technolog, działacz społeczny

## Życiorys
Urodził się w 13 maja 1882 w Chrepelowie, pow. mohylewskim, w rodzinie Adama i Rozalii z Charkiewiczów. Ukończył w 1901 szkołę realną w Mohylewie, następnie z odznaczeniem w 1910 wydział mechaniczny Instytutu Technologicznego w Petersburgu. Związał się wówczas ze środowiskiem demokratów w Rosji. Współpracował w 1908 z wychodzącym w Petersburgu czasopismem „Votum Separatum” zwalczającym idee panslawizmu. 
Po wybuchu I wojny światowej działacz Polskiego Towarzystwa Pomocy Ofiarom Wojny, był m.in. członkiem i wiceprezesem Komitetu Głównego towarzystwa (1916–1918), przez pewien czas kierował też jego Wydziałem Budżetowym. Od 5 marca członek Komitetu Wykonawczego Polskiego Komitetu Demokratycznego w Petersburgu, przewodniczący jego Wydziału Organizacyjnego. Następnie we władzach ogólnokrajowych Polskiego Komitetu Demokratycznego (1917–1918). Był członkiem Komisji Likwidacyjnej do Spraw Królestwa Polskiego.
W latach 30. mieszkał w Gdyni. Pracował jako prokurent oddziału firmy „Progress” – Zjednoczone Kopalnie Górnośląskie. W latach 1936–1939 był radcą i członkiem Prezydium Izby Przemysłowo-Handlowej w Gdyni, oraz jako wiceprezes kierował sekcją żeglugowo-portową Izby; był także członkiem komisji morskiej.
Jego żoną była Halina Rawicz-Szczerbo z Olszamowskich (1889–1976), działaczka Stowarzyszenia Studentek Polek „Spójnia” w Petersburgu. Od 6 października 1926 był mężem Marii Grudzińskiej.
Zmarł 16 czerwca 1959 w Edmonton, Kanada, gdzie jest pochowany.

## Ordery i odznaczenia
- Krzyż Niepodległości (2 sierpnia 1931)[10][11]
- Medal 10-lecia Polski Ludowej (2 marca 1955)[12]